# Большое Леташово
Большое Леташово — деревня в Жуковском районе Калужской области, в составе Сельского поселения «Село Истье».

## География
Деревня находится на северо-востоке области, вблизи Московской области.

## Население
| 2002 | 2010 |
| ---- | ---- |
| 3    | ↘1   |

## Инфраструктура
Личное подсобное хозяйство.

## Транспорт
От Большого Леташово начинается дорога на бывшую деревню Малое Леташово, где в 1812 году в тылу Тарутинского лагеря находился штаб М. И. Кутузова.